# 张伯行
张伯行（1651年—1725年），字孝先，号恕斋，又号敬庵，河南仪封人（今河南兰考东）。清朝大臣，理学家。

## 生平
张伯行为康熙二十四年（1685年）进士。历任内阁中书，江苏按察使，福建巡抚等职。
为官清廉，康熙五十一年（1711年）正月，江苏省鄉試，辛卯科场案发，總督噶禮考場舞弊，以白銀五十萬兩，徇私贿买举人，張伯行疏参噶礼。噶礼倒参张伯行“七大罪状”，即噶禮與張伯行互參案。康熙帝将此案先后交由尚书张鹏翮、总漕赫寿、尚书穆和伦、张廷枢审理。张鹏翮袒护噶礼，奏稱事属全虚。當時噶禮母親向康熙帝直言噶禮貪狀，並為張伯行伸冤，康熙帝說“其母尚恥其行，其罪不容誅矣！”最後，噶禮革职。康熙稱其為「江南第一清官」。
張伯行雖然號稱清官，但辦事不力。康熙也認為“张伯行操守虽好，而办事多糊涂执拗之处。”，又說他“素性偏执，且短于才，封疆之寄不能胜任。”康熙五十三年（1714年），张伯行弹奏布政使牟钦元藏匿海盜张令涛，是年七月十七日，李煦密奏张伯行“一怕海贼杀他，二怕仇人杀他”，漕运总督郎廷极也指出张伯行“才性短偏，多疑苛细”。後來，發現张令涛根本不是海贼。
不久，入直南書房，署倉場侍郎，充順天鄉試正考官。授戶部侍郎，再充會試副考官。雍正元年（1723年），擢禮部尚書，賜「禮樂名臣」榜。次年，命赴闕里祭祀崇聖祠。雍正三年（1725年）卒，年七十五歲。贈太子太保，諡清恪。光緒初年，從祀文廟。

## 著作
任河道总督期间，编有《居济一得》一书，对水利水患等问题有着详细地分析和研究。他大力提倡兴办书院，传抄普及儒学理学名著，编有《正谊堂丛书》，《困学录》等著作。

## 延伸阅读
[在维基数据编辑]
 《清史稿·卷265》，出自趙爾巽《清史稿》
 在维基共享资源阅览影像